# Ri Hyon-sim
Ri Hyon-sim (koreanisch 리 효심; * 18. Dezember 1997) ist eine nordkoreanische Tischtennisspielerin. Sie ist Rechtshänderin, Abwehrspielerin und verwendet die europäische Shakehand-Schlägerhaltung. Ri vertrat ihr Land bei der Weltmeisterschaft 2017.

## Turnierergebnisse
| Verband | Veranstaltung             | Jahr | Ort        | Land | Einzel        | Doppel        | Mixed     | Team          |
| ------- | ------------------------- | ---- | ---------- | ---- | ------------- | ------------- | --------- | ------------- |
| PRK     | Asienmeisterschaft        | 2017 | Wuxi       | CHN  | letzte 64     | Viertelfinale | letzte 32 |               |
| PRK     | Challenge Series          | 2019 | Pjöngjang  | PRK  | Viertelfinale | Silber        |           |               |
| PRK     | Challenge Series          | 2018 | Pjöngjang  | PRK  | letzte 16     | Viertelfinale |           |               |
| PRK     | Challenge Series          | 2017 | Pjöngjang  | PRK  | Qual.         | Silber        |           |               |
| PRK     | ITTF World Tour           | 2018 | Daejeon    | KOR  | Qual.         |               |           |               |
| PRK     | ITTF World Tour           | 2016 | Pjöngjang  | PRK  | letzte 16     | Halbfinale    |           |               |
| PRK     | ITTF World Tour           | 2015 | Pjöngjang  | PRK  | letzte 32     | Viertelfinale |           |               |
| PRK     | Weltmeisterschaft         | 2017 | Düsseldorf | GER  | letzte 32     | letzte 16     | letzte 16 |               |
| PRK     | Jugend-Asienmeisterschaft | 2013 | Jaipur     | IND  | Viertelfinale |               |           | 3             |
| PRK     | Jugend-Asienmeisterschaft | 2010 | Tokio      | JPN  | Qual.         |               |           | Viertelfinale |